# Григорюк Кирило Олександрович
Кири́ло Олекса́ндрович Григорю́к (нар. 24 січня 1989 — пом. 4 вересня 2014) — солдат Збройних сил України, учасник російсько-української війни.

## Життєпис
Народився 1989 року в місті Херсон. Закінчив Херсонську гімназію № 3, до Херсонської державної морської академії. 2013 року поїхав до Іспанії, проте — як тільки почалася війна, повернувся на Батьківщину.
В липні 2014-го добровольцем прибув до Херсонського військкомату, солдат, старший стрілець 28-ї окремої механізованої бригади.
Загинув 4 вересня 2014 року під Донецьком, під час виконання бойового завдання — біля смт Андріївка, Тельманівський район.
Похований в місті Херсон 15 вересня 2014 року, кладовище Геологів, меморіал пам'яті загиблих бійців АТО.

## Нагороди і вшанування
- Указом Президента України № 12/2018 від 22 січня 2018 року, «за особисту мужність і самовіддані дії, виявлені у захисті державного суверенітету та територіальної цілісності України, зразкове виконання військового обов'язку», нагороджений орденом «За мужність» III ступеня (посмертно).

меморіальна дошка на будівлі головного корпусу Херсонської державної морської академії

- 13 березня 2015 року у Херсонській гімназії № 3 відкрито меморіальну дошку у пам'ять випускника Кирила Григорюка
- 2 червня 2016 року на будівлі головного корпусу Херсонської державної морської академії, де навчався Кирило Григорюк, відкрито меморіальну дошку його честі
- Вшановується в меморіальному комплексі «Зала пам'яті», в щоденному ранковому церемоніалі 4 вересня[1]
- Його портрет розміщений на меморіалі «Стіна пам'яті полеглих за Україну» у Києві: секція 4, ряд 8, місце 12